# Appenzeller Alpenbitter
Appenzeller Alpenbitter ist ein Schweizer Bitter-Likör mit rund 30 % Alkohol, der 1902 erstmals von Emil Ebneter in Appenzell hergestellt wurde. Der Likör aus «42 Kräutern und Gewürzen» wird seither nach fast demselben Rezept hergestellt (Rezeptänderung 1960).

## Geschichte
Inspiriert von den Heilkräutern in seiner Heimat, experimentierte der Appenzeller Emil Ebneter 1902 mit selbstgebrauten Destillaten. Das Resultat war ein Kräuterprodukt von besonderem Geschmack: der Appenzeller Alpenbitter. 1908 gründete Ebneter gemeinsam mit seinem Schwager Beat Kölbener die Kollektivgesellschaft Emil Ebneter & Co. 2006 erfolgte die Umfirmierung in die Appenzeller Alpenbitter AG.
Bis heute ist die Appenzeller Alpenbitter AG ein reiner Familienbetrieb. Die Gründerfamilie wird im Verwaltungsrat von der dritten und vierten Generation vertreten. Unter ihnen sind auch die beiden Geheimnisträger, Beat Kölbener und Walter Regli. Nur sie kennen das Geheimrezept für den Appenzeller Alpenbitter. Bestandteile des Alpenbitters sind unter anderem Enzianwurzel als hauptsächlicher Bitterstoff, Wacholder, Anis, Koriander und Pfefferminzblätter.
Seit den 1970er-Jahren bietet die Appenzeller Alpenbitter AG geführte Besichtigungen für Gruppen und Einzelpersonen an. 2021 wurde das Angebot unter dem Namen «Kräuterwelt» neu lanciert. Der Einblick in die Produktion wird durch interaktive Elemente zu Themen wie Kräuteranbau und Traditionen im Appenzellerland ergänzt. Jährlich nehmen rund 25'000 Besucher an einer kostenlosen Führung teil.

## Meilensteine

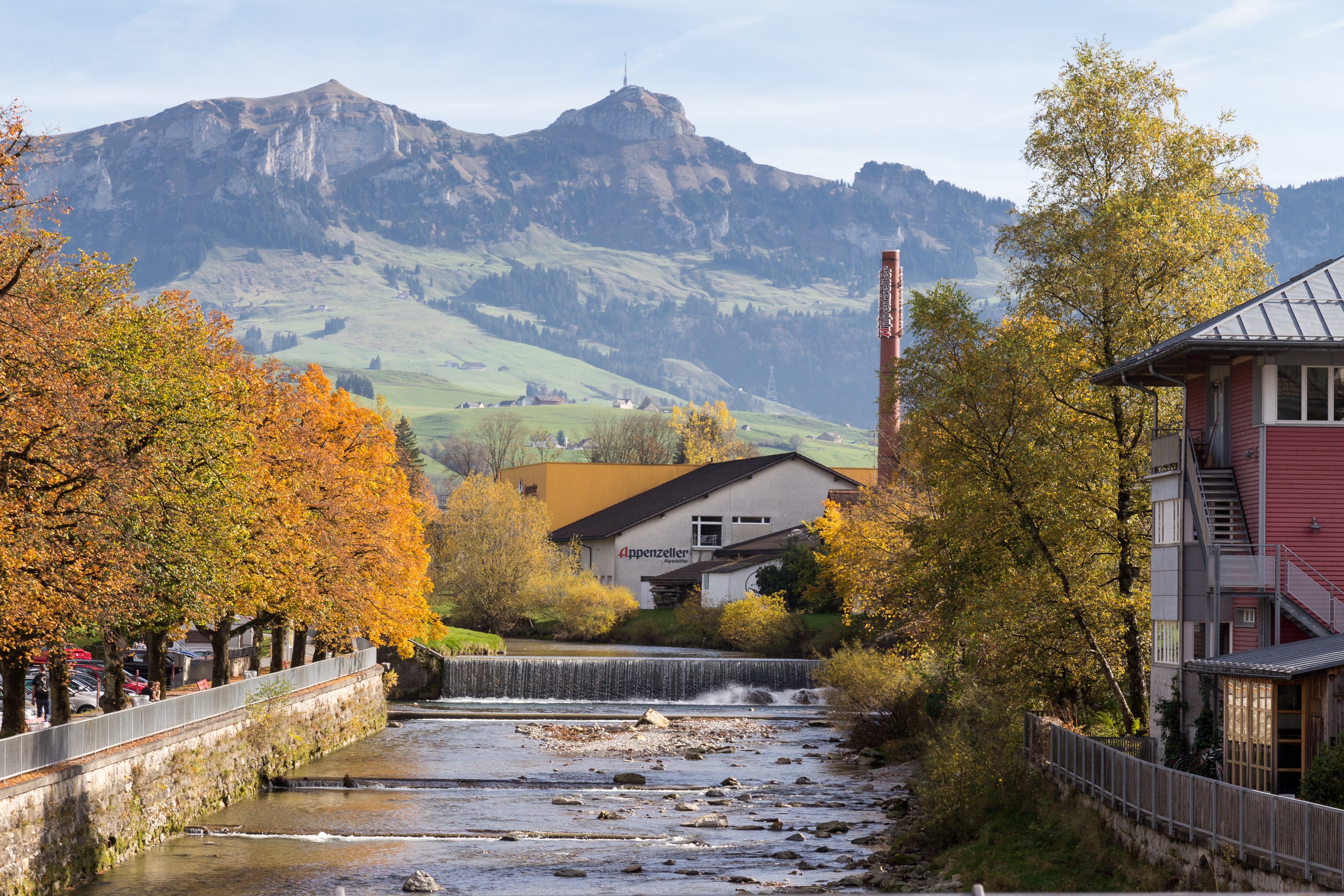
Brennerei «Appenzeller Alpenbitter» an der Sitter in Appenzell

| 1902 | Gründung der Spirituosenhandlung durch Emil Ebneter                           |
| 1907 | Markenhinterlegung «Appenzeller Alpenbitter»                                  |
| 1907 | Erstes Diplom an der Pariser Exposition Internationale des Sports             |
| 1908 | Eintritt des Schwagers Beat Kölbener                                          |
| 1914 | Goldmedaille an der Schweizerischen Landesausstellung                         |
| 1940 | Anfänge der Markenbewerbung                                                   |
| 1960 | Letzte Rezeptänderung aufgrund des Schutzes der Alpenrose                     |
| 1970 | Einführung der goldfarbenen Etikette mit dem «Eugster»-Kopf                   |
| 1996 | Einführung Qualitätsgarantie durch ISO-Zertifikat 9001 und 14001              |
| 2002 | 100-jähriges Jubiläum                                                         |
| 2006 | Umfirmierung in die Appenzeller Alpenbitter AG Betriebserweiterung mit Neubau |
| 2013 | Jubiläumsetikette «111 Appenzeller Alpenbitter»                               |
| 2014 | Projektstart Kräuteranbau bei Bauernfamilien in der Region                    |
| 2016 | Einführung Appenzeller Rahmlikör als cremige Variante                         |
| 2020 | Etikettenserie «Destinations suisses» mit 26 Kantonssujets                    |
| 2021 | Eröffnung Kräuterwelt                                                         |

## Etikette
Auf der Etikette des Appenzeller Alpenbitters sind seit jeher das Berggasthaus Aescher-Wildkirchli und der Seealpsee abgebildet, bis 1959 noch in Kombination mit einem Bären. Bis 1935 stand auf der Etikette, Appenzeller Alpenbitter sei «ärztlich empfohlen bei Appetitlosigkeit, Verdauungsstörungen, Magenerkältungen, Verschleimung, unangenehmen Empfindungen im Magen und Darm, sowie als allgemein anregender und erwärmender Liqueuer etc.»

## Nachhaltige Produktion
Seit Juli 2014 wird der Appenzeller Alpenbitter zu 80 % mit Solarstrom hergestellt. Eine 1192 m² grosse Photovoltaik-Anlage auf dem Dach der Firma liefert die notwendige Energie für die Produktion.